# Payer Tinde
Payer Tinde är en bergstopp i Grönland (Kungariket Danmark). Den ligger i den centrala delen av Grönland, 1 400 km nordost om huvudstaden Nuuk. Toppen på Payer Tinde är 2 294 meter över havet.
Terrängen runt Payer Tinde är bergig åt nordväst, men åt sydost är den kuperad. Payer Tinde är den högsta punkten i trakten. Trakten runt Payer Tinde är nära nog obefolkad, med mindre än två invånare per kvadratkilometer. Det finns inga samhällen i närheten. Trakten runt Payer Tinde är permanent täckt av is och snö.